# Schlangenbeschwörer

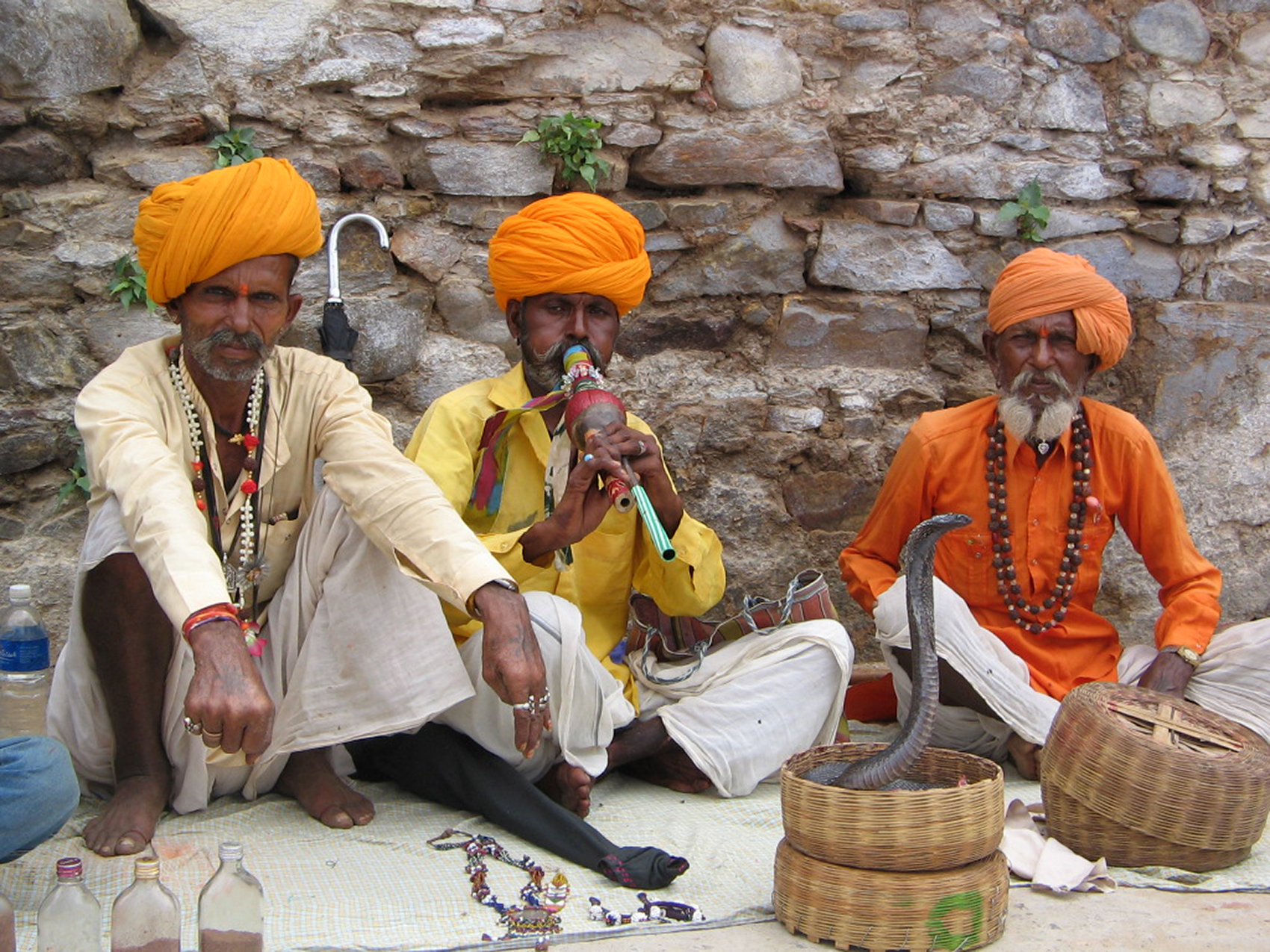
Schlangenbeschwörer in Rajasthan

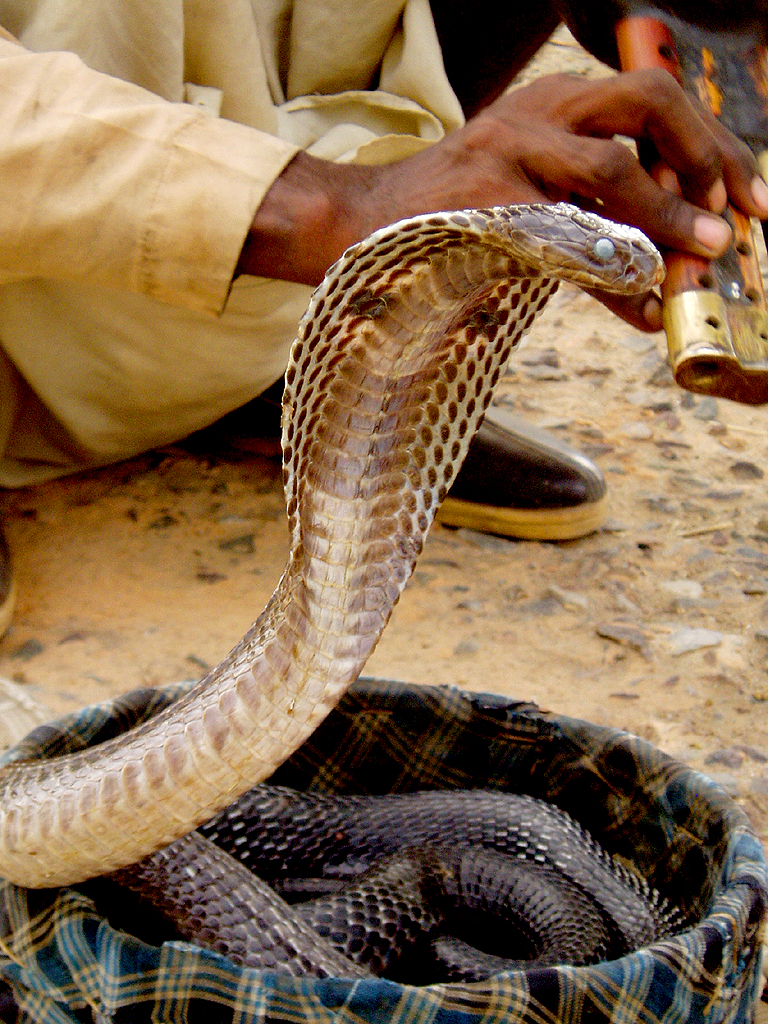
Schlangenbeschwörung in Agra, Indien. Man beachte die milchigtrüben Augen der Kobra; sie steht kurz vor der Häutung und kann ihren Beschwörer nicht sehen, nur deshalb dreht sie ihm den Rücken zu.

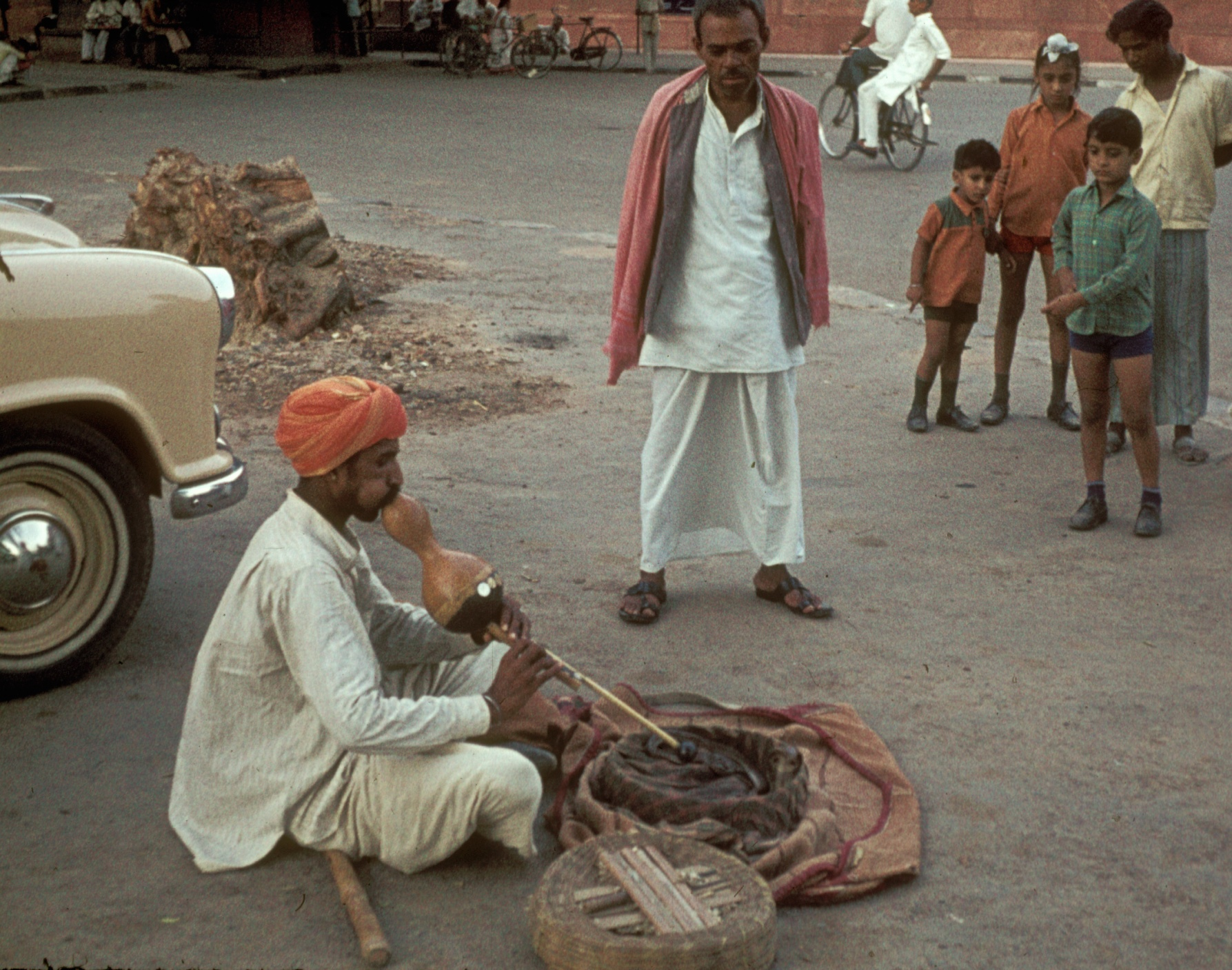
Schlangenbeschwörer in Delhi mit einer Pungi.

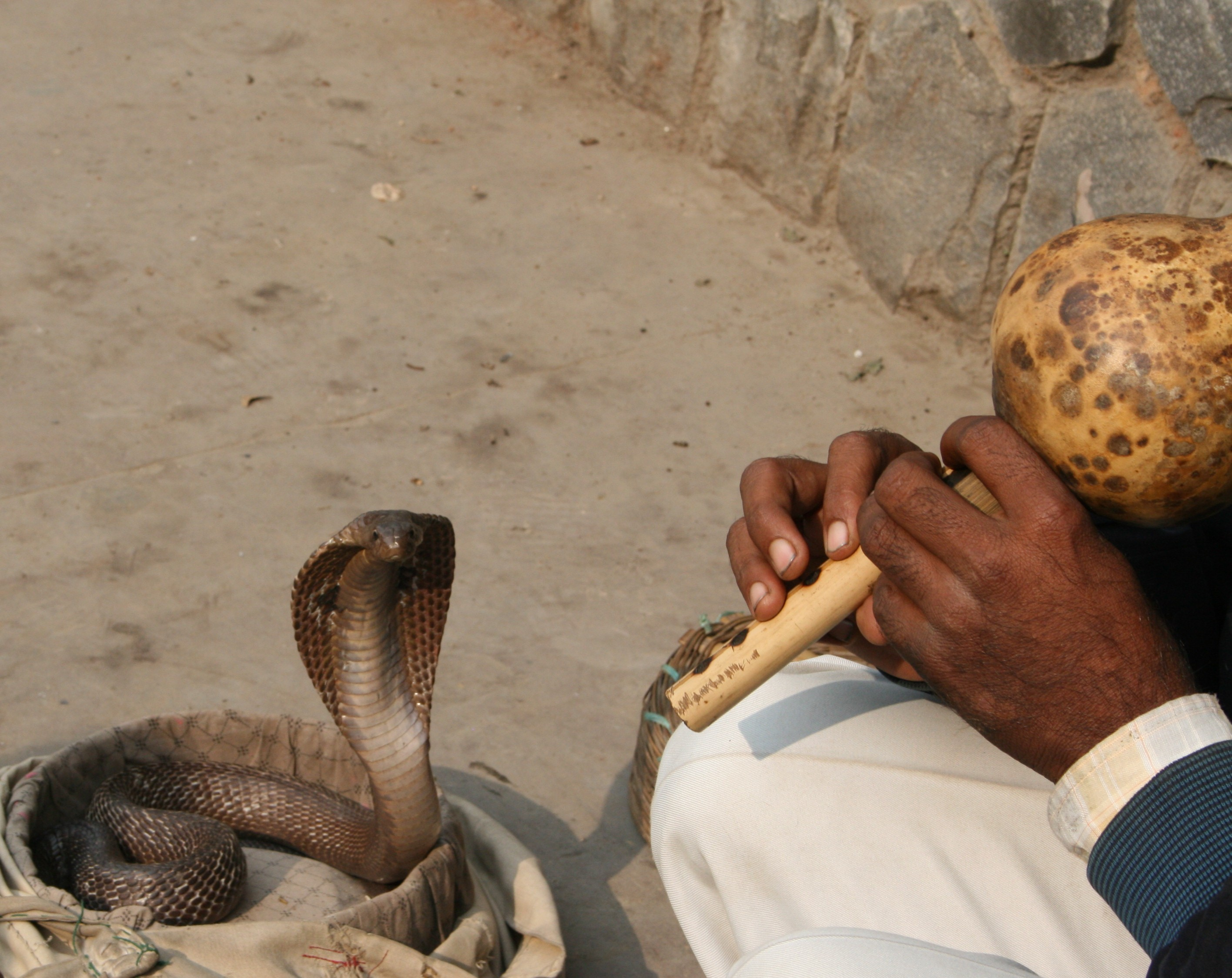
Schlangenbeschwörer in Delhi

Schlangenbeschwörer sind Alleinunterhalter, die vorgeben, Schlangen dressieren zu können. Sie nutzen einige Tricks, um den Anschein zu erwecken, die Schlange „tanze“ zu den Tönen ihres Musikinstruments.

## Die „Beschwörung“ einer Schlange
Die in dunklen Körben gehaltenen Tiere werden beim Öffnen des Deckels durch das einfallende Tageslicht geblendet und fixieren sich auf das erste bewegende Objekt, das sie sehen, als potenziellen Gegner, welches meist die „Flöte“ oder der Schlangenbeschwörer selbst ist.
Dieses fälschlich als „Flöte“ bezeichnete wichtigste Handwerkszeug des Schlangenbeschwörers gehört wie die Klarinette zu den Einfachrohrblattinstrumenten. Der getrocknete Flaschenkürbis, in den zwei Röhren mit Grifflöchern hineingesteckt sind, dient als Windkapsel. Die rechte Hand bedient die Grifflöcher und erzeugt eine Melodie, die linke Röhre ohne Löcher gibt einen tiefen Bordunton dazu. Das indische Instrument heißt Pungi. Eine Weiterentwicklung im europäischen Mittelalter führte zum Platerspiel mit kleinem flexiblen Luftsack, das wiederum eine Vorstufe des Dudelsacks ist.
Die Schlange bedroht nun die sich rhythmisch hin- und her, vor- und zurückbewegende Tröte, wobei sie ihren Kopf stets nach den Bewegungen derselben ausrichtet, um jederzeit zubeißen zu können, falls sich der „Gegner“ auf Bissdistanz (etwa 30 Zentimeter) nähert. Ihr scheinbarer Tanz ist also zunächst eine bloße Abwehrstellung im Rahmen des arttypischen Verteidigungsschemas der jeweiligen Schlangenart. Wegen ihres gespreizten Halses in dieser Position werden oft Kobras, vor allem Brillenschlangen, zum „Beschwören“ verwendet, da diese den Zuschauer mehr beeindrucken als zum Beispiel Vipern. Für die Kobra selbst ähnelt der verzierte Kürbis des Blasinstruments einem drohenden/balzenden Artgenossen, was zusätzlich zum Abwehrverhalten noch deren Balz- und Konkurrenzverhalten provoziert. Ein weiterer möglicher Trick ist das Anbringen eines ins Beutespektrum der Schlange fallenden Gegenstandes am Ende der Tröte bzw. an einer Verlängerung derselben, etwa ein Fellbüschel, eine Vogelfeder oder eine dunkle glänzende Holzkugel (Bild rechts). Damit wird zusätzlich noch das Jagdverhalten der Schlange ausgelöst. Wenn alle besagten Methoden zusammen oder nacheinander angewendet werden, bewirkt dies bei der Kobra anscheinend eine Art Überreizung ihrer scharfen Sinne: Beschwörer = vermeintlicher Fressfeind = Angst und Drohgebärde. Kobraähnliche Flöte (Kürbis) = vermeintlicher Sexualpartner = Erregung, Interesse und Balzverhalten, außerdem möglicher gleichgeschlechtlicher Rivale = Zorn und Revierkämpfe. Vermeintliches Beutetier (Fellstreifen, Holzkugel) = Appetit und Jagdverhalten (Killer-Instinkt). Wenn einige dieser Reize oder alle zugleich die Schlange beeinflussen, scheint sie geistig überfordert zu sein und verharrt über längere Zeit in einem „Tanz“, da sie nicht weiß, welchem ihrer Bedürfnisse sie zuerst folgen soll. Sie wartet ab, ob sich ein „Favorit“ aus diesen für sie widersprüchlichen und verwirrenden Reizen herauskristallisiert.
Außerdem reagiert das Tier nur auf Bewegungen und nicht auf Musik (diese beeinflusst stattdessen die Zuschauer), da Schlangen generell taub sind und nur Bodenschall (Körpergeräusche des Beschwörers/der Zuschauer), aber keinen Luftschall (Flöte, Gesang) hören können.
Auch das Anfassen und Streicheln der Tiere durch den Schlangenbeschwörer ist nur wegen der Verwirrung der Schlange durch das helle Tageslicht und die vielen widersprüchlichen optischen Reize möglich, wenn der Beschwörer den Deckel des Korbes hebt und die spezielle Flöte bewegt. Im Übrigen würde ein Biss dem Beschwörer/Zuschauer zumeist nicht schaden, da den Tieren oft auf brutale Weise die Giftzähne abgebrochen oder anders entfernt werden (diese wachsen nach, werden aber wieder entfernt). Allerdings sollte man sich nie darauf verlassen und sich einer gerade „beschworenen“ Schlange nicht nähern. Vor allem in Nordafrika gibt es heute noch vereinzelt Schlangenbeschwörer (Berber, Ägypter), welche ihre Kobras (hier Uräusschlange) nicht durch Entfernen der Giftzähne „entschärfen“, obwohl diese zehnmal so giftig sind wie die indische Kobra. In Nordafrika wirkt anscheinend der Kobrakult der alten Ägypter nach. Es wäre dort noch heute eine Sünde, eine Kobra zu misshandeln, und ein „echter Schlangenbeschwörer“ hätte es dort auch nicht nötig, seine Schlange durch Entfernen der Giftzähne zu entwaffnen, denn er beherrscht sein (dort jahrtausendealtes) Handwerk und kann mit dem Tod in seinen Händen gut leben. Diese nordafrikanischen Schlangenbeschwörer verehren ihre Uräusschlangen tatsächlich noch heute sehr. Sie sind jedoch eine kleine Minderheit gegenüber den bloß kommerziellen Schlangenbeschwörern.

## Herkunft der Schlangen
Fast immer werden die Tiere in freier Wildbahn gefangen und gehören zu geschützten oder bedrohten Arten.

## Schlangenbeschwörer im Volksglauben
Schlangenbeschwörer werden im Volksglauben als Meister der Dressur von Schlangen angesehen. In Gegenden, in denen allgemein der Glaube an Geister und Magie lebendig ist, besonders in Indien, Südostasien, auf den pazifischen Inseln und noch vielen anderen Orten, spricht man den Schlangenbeschwörern magische Fähigkeiten zu. Angeblich können sich diese mit den Tieren unterhalten. Aufgrund ihrer Hypnosefähigkeiten gehorchten ihnen die Schlangen (Echte Kobras oder Königskobras) aufs Wort. Es heißt, dass Schlangenkönige große Geheimnisse von ihren Schlangen erfahren würden. Angeblich könne ein Schlangenkönig den giftigen Tieren befehlen, andere Menschen zu töten, aber nie würde eine Schlange ihren Herrn angreifen, außer er bittet sie darum. Solche Legenden und Vorstellungen sind in Asien noch heute weit verbreitet.